# ウルリヒ・ヴィルヘルム・シュヴェーリン・フォン・シュヴァーネンフェルト

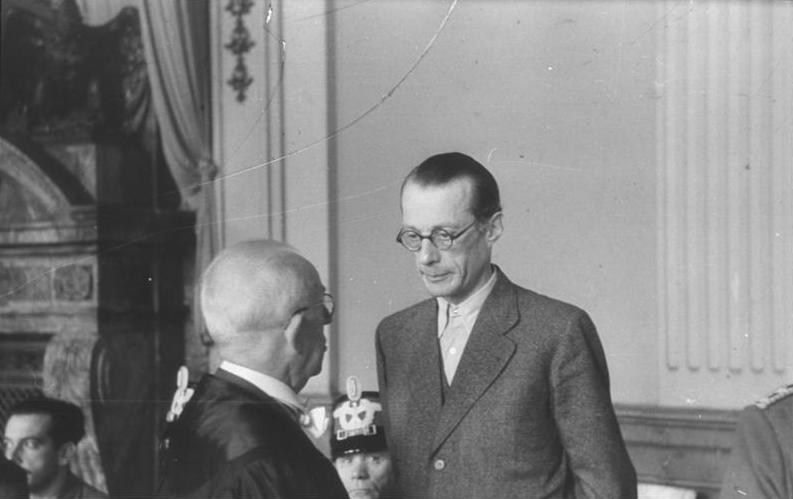
人民法廷におけるシュヴァーネンフェルト

ウルリヒ・ヴィルヘルム・シュヴェーリン・フォン・シュヴァーネンフェルト（Ulrich Wilhelm Graf Schwerin von Schwanenfeld、1902年12月21日 - 1944年9月8日）はコペンハーゲン生まれのドイツ人、ドイツ国防軍の軍人である。
爵位は伯爵。1940年から1942年にかけて大尉としてエルヴィン・フォン・ヴィッツレーベンの副官であった。ヒトラー暗殺未遂事件に加担して処刑された。特に人民法廷のローラント・フライスラーとのやり取りは有名で映像にも残っている。
| スタブアイコン | サブスタブ | この項目は、まだ閲覧者の調べものの参照としては役立たない、人物に関連した書きかけの項目です。この項目を加筆・訂正などしてくださる協力者を求めています（P:人物伝/PJ:人物伝）。 |